# Gamla Målilla Motorstadion
Gamla Målilla Motorstadion – nieistniejący już stadion żużlowy w Målilli, w Szwecji. Został otwarty 8 września 1935 roku, w 1993 roku został zastąpiony przez nowy Målilla Motorstadion, wybudowany około kilometr na południe od poprzednika. Obiekt użytkowany był przez żużlowców klubu Dackarna Målilla.
12 czerwca 1929 roku powstał Målilla Motorklubb. 28 maja 1935 roku zawiązał się komitet budowy stadionu żużlowego. Obiekt wybudowano w miejscu starego boiska sportowego. Prace zakończyły się 7 września 1935 roku, a już dzień później na stadionie odbyły się pierwsze zawody. Obiekt przez lata był świadkiem licznych sukcesów drużyny żużlowej Målilla Motorklubbu (zwanej „Dackarna”), która w okresie jego użytkowania zdobyła m.in. cztery tytuły drużynowych mistrzów Szwecji (w latach 1957, 1958, 1959 i 1962). Na obiekcie rozegrano m.in. finał indywidualnych mistrzostw Szwecji (1985) czy finały mistrzostw Szwecji par (1961, 1969, 1974, 1979). Ponieważ nadmierny hałas wywoływany aktywnościami na stadionie sprawiał problemy mieszkańcom okolicznych budynków, w 1989 roku klub rozpoczął budowę nowego stadionu żużlowego, zlokalizowanego około kilometr na południe od starego obiektu, z dala od zabudowań, w otoczeniu wyłącznie lasu. W 1992 roku rozegrano na starym stadionie ostatnie zawody. 29 czerwca 1993 roku dokonano inauguracji nowej areny. Stary stadion uległ likwidacji, a budynek szatni i wieża spikera przeniesione zostały do parku historii lokalnej Målilla-Gårdveda w centrum Målilli, gdzie zaadaptowano je na muzeum żużlowe.